# 1138 Attica
1138 Attica este un asteroid din centura principală, descoperit pe 22 noiembrie 1929, de Karl Reinmuth.